# Xenylla caudata
Xenylla caudata är en urinsektsart som beskrevs av Rafael Jordana 1993. Xenylla caudata ingår i släktet Xenylla och familjen Hypogastruridae. Inga underarter finns listade i Catalogue of Life.